# 地中海連合
地中海連合（ちちゅうかいれんごう、Union pour la Méditerranée）は、欧州連合 (EU) の加盟国と地中海沿岸国の42ヵ国による政府間組織である。2008年7月13日にフランス大統領ニコラ・サルコジにより設立された。もともと地中海連合はサルコジがトルコのEU加盟に反対していた一方で、トルコを加えた新たな地域統合の構想の枠組みとして提唱していたものであったが、2008年3月に構想段階での規模が縮小されたことで、トルコのEU加盟の代替案という考え方は破棄された。トルコは2008年に地中海連合をEU加盟の代替としないという保証を求め、そのうえで地中海連合に参加することを受け入れた。

## 歴史

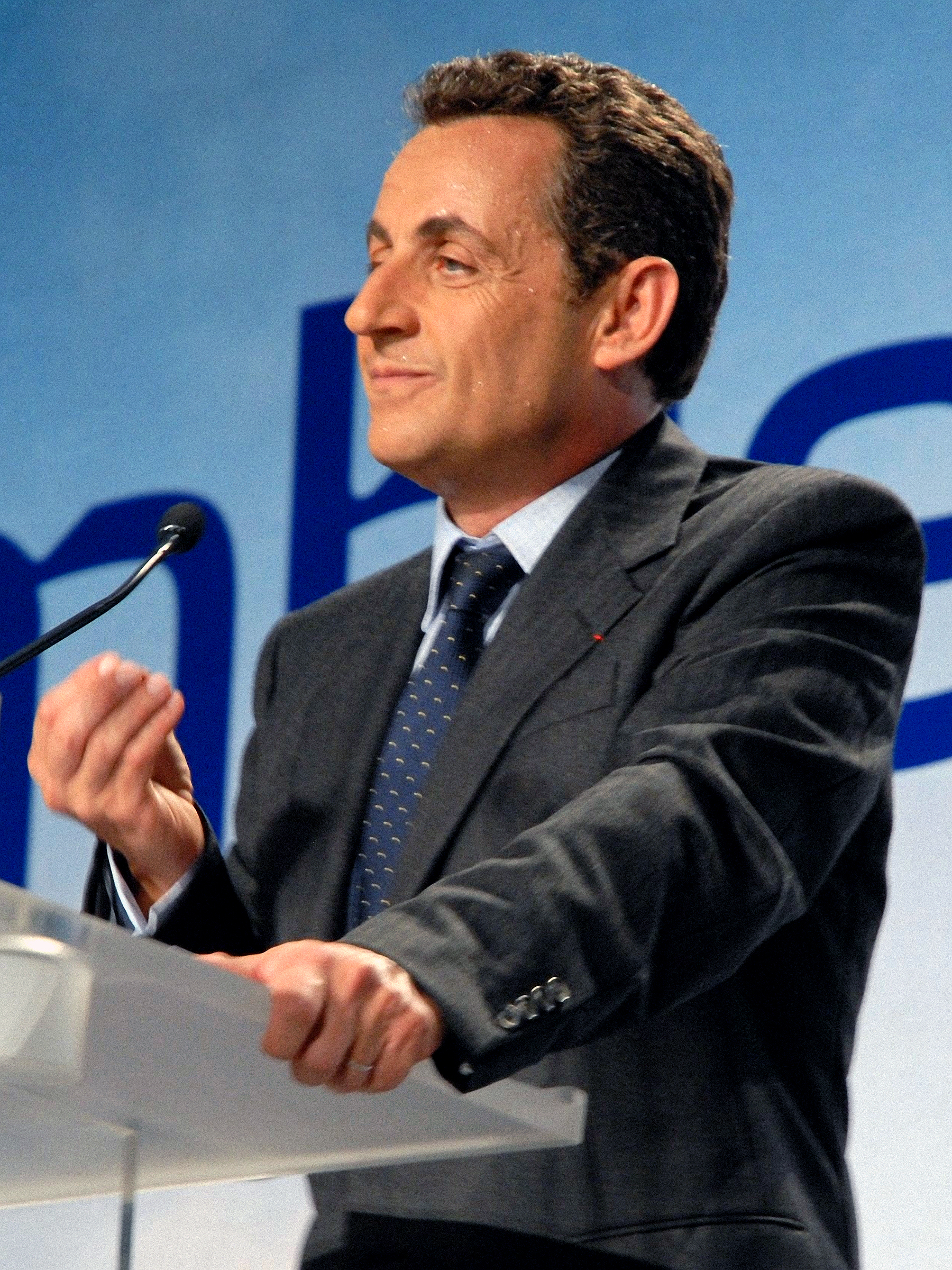
ニコラ・サルコジは大統領選挙活動中に地中海連合創設構想を提唱した。

### 提唱
地中海連合構想はもともとサルコジの大統領選挙中に主張されたものである。この大統領選挙でサルコジが勝利したことを受けて地中海連合構想は具体化されていった。地中海連合の対象となる見込みの地域にはイスラム世界が含まれているが、サルコジは地中海連合がイスラエルと近隣のアラブ諸国との和平を促す役割を果たすと考えている。今後地中海連合の中心的な機関の中心は、2008年のフランスのEU議長国の任期末までに設置されることが見込まれている。2007年10月23日にサルコジは地中海沿岸諸国の首脳に対して、2008年6月にフランスで「厳格な平等の原則に基づく政治的・経済的・文化的な統合体設立の基礎を構築する」首脳会議を開くことを伝えた。

### 批判
ところがこの時点で細部がまだ画定していなかったことから批判が集まった。それに加えて地中海連合と、既存の欧州・地中海パートナーシップ（バルセロナ・プロセス）との関係について、地中海連合の設立によりEUの地中海政策の効率が低下し、また南欧諸国が不評のEUの地中海政策から離れ、地中海連合に関心を集中させることになるのではないかという主張もなされるようになった。また世論が形成されないなかでEU・地中海連合間での経済政策や人権問題政策での競合についても争点となった。さらにEUの警察・刑事司法協力 (PJCC) との重複も問題とされた。

### 規模の縮小
2008年に入り、サルコジはEU域内や欧州委員会に広がった反対論を受けて地中海連合構想の規模を縮小させた。同年2月末にヨーロッパ担当相ジャン＝ピエール・ジュイエはこの地域における既存のEU機構と政策を完遂し、充実させるために「地中海の連合 (Union méditerranéenne)」は断念し、「地中海のための連合体 (Union pour la Méditerranée)」を目指すと述べた。その後のドイツ連邦首相アンゲラ・メルケルとの会談で、地中海沿岸諸国に限らず、既存のバルセロナ・プロセスに基づいて地中海連合を設立することで合意した。またトルコも地中海連合をEU加盟の代替案としないという言質をフランスから得たことを受けて、地中海連合への参加に同意した。これらを受けて地中海連合は2008年7月13日に発足する運びとなった。

## 機構と目的
地中海連合はEUよりも緩やかな連合体である。サルコジは地中海沿岸の市民にEUと「同じことを同じ目標と同じ手段で行う」ことを求めたにもかかわらず、サルコジは地中海連合はEUモデルに基づくものではないとも述べている。しかし2008年に構想の縮小が進められると、欧州投資銀行にならった地中海投資銀行など多くの案が撤回され、かわりにより実務的な案に焦点が当てられるようになった。
当初の案では、参加国はEUの理事会をモデルとした、議長国を輪番制とする常設の理事会を設置し、エネルギー、安全保障、カウンターテロリズム、移民、貿易を扱う場とすることになっていた。またフランスは自らが持つ原子力エネルギー技術を北アフリカに提供し、その引き換えに天然ガスを手に入れようと考えていた。地中海沿岸諸国とEUは政治汚職、テロリズム、組織犯罪、人身売買といった司法分野で共同で行動し、一部の機関を共有することも含まれていた。バルセロナ・プロセスに対してEUのすべての加盟国を含む一部で失敗とみなされていた。これは地中海沿岸諸国がより明確な方向性を求めていたのに対して、北ヨーロッパ諸国の地中海政策への関心が薄かったことによるものである。当初案での狙いとは、ヨーロッパでの関心と協力の欠如を起こさないということであった。

## 参加国
地中海連合はすべてのEU加盟国と地中海沿岸諸国で、バルセロナ・プロセスにも参加している国などである。これはヨーロッパ、北アフリカ、中東の間での「架け橋」を築くという考え方によるものである。
当初は、EU加盟国でも地中海に面するフランス、スペイン、イタリア、スロベニア、マルタ、ギリシャ、キプロスだけを参加国とし、そのほかのEU加盟国を発言権のないオブザーバとすることになっていた。ところがこれらの国々、とくにドイツなどは影響力を持つことのできないような構想に対してEUの資金を使うことを承認することはできないとして反発した。
|              |                              | 国                       | 人口       | 面積 (km2) |
| ------------ | ---------------------------- | ------------------------ | ---------- | ---------- |
|              | アルバニアの旗               | アルバニア               | 3,600,523  | 28,748     |
|              | アルジェリアの旗             | アルジェリア             | 33,333,216 | 2,381,740  |
| 欧州連合の旗 | オーストリアの旗             | オーストリア             | 8,316,487  | 83,871     |
| 欧州連合の旗 | ベルギーの旗                 | ベルギー                 | 10,584,534 | 30,528     |
|              | ボスニア・ヘルツェゴビナの旗 | ボスニア・ヘルツェゴビナ | 3,981,239  | 51,197     |
| 欧州連合の旗 | ブルガリアの旗               | ブルガリア               | 7,679,290  | 110,912    |
| 欧州連合の旗 | クロアチアの旗               | クロアチア               | 4,453,500  | 56,542     |
| 欧州連合の旗 | キプロスの旗                 | キプロス                 | 766,400    | 9,251      |
| 欧州連合の旗 | チェコの旗                   | チェコ                   | 10,306,709 | 78,866     |
| 欧州連合の旗 | デンマークの旗               | デンマーク               | 5,457,415  | 43,094     |
|              | エジプトの旗                 | エジプト                 | 80,335,036 | 980,869    |
| 欧州連合の旗 | エストニアの旗               | エストニア               | 1,342,409  | 45,226     |
| 欧州連合の旗 | フィンランドの旗             | フィンランド             | 5,289,128  | 338,145    |
| 欧州連合の旗 | フランスの旗                 | フランス                 | 63,392,140 | 674,843    |
| 欧州連合の旗 | ドイツの旗                   | ドイツ                   | 82,314,906 | 357,050    |
| 欧州連合の旗 | ギリシャの旗                 | ギリシャ                 | 11,125,179 | 131,990    |
| 欧州連合の旗 | ハンガリーの旗               | ハンガリー               | 10,066,158 | 93,030     |
| 欧州連合の旗 | アイルランドの旗             | アイルランド             | 4,239,848  | 70,273     |
|              | イスラエルの旗               | イスラエル               | 7,184,000  | 20,770     |
| 欧州連合の旗 | イタリアの旗                 | イタリア                 | 59,131,287 | 301,318    |
|              | ヨルダンの旗                 | ヨルダン                 | 5,924,000  | 89,342     |
| 欧州連合の旗 | ラトビアの旗                 | ラトビア                 | 2,281,305  | 64,589     |
|              | レバノンの旗                 | レバノン                 | 4,099,000  | 10,452     |
| 欧州連合の旗 | リトアニアの旗               | リトアニア               | 3,373,991  | 65,303     |
| 欧州連合の旗 | ルクセンブルクの旗           | ルクセンブルク           | 476,200    | 2,586      |
| 欧州連合の旗 | マルタの旗                   | マルタ                   | 404,962    | 316        |
|              | モーリタニアの旗             | モーリタニア             | 3,069,000  | 1,030,700  |
|              | モナコの旗                   | モナコ                   | 32,671     | 2          |
|              | モンテネグロの旗             | モンテネグロ             | 678,177    | 13,812     |
|              | モロッコの旗                 | モロッコ                 | 33,757,175 | 446,550    |
| 欧州連合の旗 | オランダの旗                 | オランダ                 | 16,372,715 | 41,526     |
|              | パレスチナの旗               | パレスチナ               | 3,800,000  | 6,020      |
| 欧州連合の旗 | ポーランドの旗               | ポーランド               | 38,116,486 | 312,683    |
| 欧州連合の旗 | ポルトガルの旗               | ポルトガル               | 10,599,095 | 92,391     |
| 欧州連合の旗 | ルーマニアの旗               | ルーマニア               | 21,565,119 | 238,391    |
| 欧州連合の旗 | スロバキアの旗               | スロバキア               | 5,396,168  | 49,037     |
| 欧州連合の旗 | スロベニアの旗               | スロベニア               | 2,013,597  | 20,273     |
| 欧州連合の旗 | スペインの旗                 | スペイン                 | 45,116,894 | 506,030    |
| 欧州連合の旗 | スウェーデンの旗             | スウェーデン             | 9,142,817  | 449,964    |
|              | シリアの旗                   | シリア                   | 20,314,747 | 185,180    |
|              | チュニジアの旗               | チュニジア               | 10,102,000 | 163,610    |
|              | トルコの旗                   | トルコ                   | 70,586,256 | 783,562    |
|              | イギリスの旗                 | イギリス                 | 60,587,300 | 244,820    |

|            | オブザーバ国 | 人口      | 面積 (km2) |
| ---------- | ------------ | --------- | ---------- |
| リビアの旗 | リビア       | 6,036,914 | 1,759,540  |

## 反応

### アラブ連盟
1億8760万人の人口を擁するアラブ連盟は地中海連合全体の人口の25%を占めているが、その内部で地中海連合に対する賛否が巻き起こっている。
モロッコとチュニジアは地中海連合に賛成している。
リビア政府は地中海連合案に関心を持っており、対外連絡国際協力担当全国人民委員会書記（外相に相当）のアブドッラフマーン・シャルガムを、サルコジの訪問に先立ってチュニジアとアルジェリアへ送り、両国の大統領と地中海連合について協議した。この中でリビア側は、フランスがアラブ・マグレブ連合諸国に対して、地中海協力の名のもとに自らの覇権を強いることをムアンマル・アル＝カッザーフィーが拒絶していると呼びかけ、地中海連合について北アフリカ諸国が発言する前に計画を公にすることはフランスの誤りであると発言した。
2008年6月11日、シリア、エジプト、アルジェリア、モーリタニア、モロッコ、チュニジアのアラブ諸国の首脳がトリポリでの会談の中で地中海連合に関する協議を行い、アラブ連盟のほかの加盟国の地中海連合に対する態度や、ドイツが地中海連合に全EU加盟国を加えるロビー活動を行っていることについて話し合った。レバノン大統領ミシェル・スライマーンはフランス大統領のレバノン訪問中に、レバノンが地中海連合構想に対する支持を公言した。
2008年7月12日、アラブ諸国はパリでアラブ連盟事務総長参加のもとで会合を開き、地中海連合関連の諸案について協議した。アラブ連盟の地中海連合に対する公式な反応は懐疑的なもので、事務総長アムル・ムーサは地中海連合の創設以前に中東では地域問題を協議しなければならないとしている。つまりイスラエルやイランを念頭において、中東の非核化や、イスラエルに対する過去60年間で出されたおよそ70にのぼる国連決議などの国際法の適用と対応を求めている。
2008年7月13日、ヨルダンやモーリタニアを含む地中海沿岸のアラブ諸国首脳が集まって会議を開いた。ただしその場にはリビア首脳とモロッコ国王は出席していなかった。

### 欧州連合
地中海連合構想に対してスペイン、イタリア、ギリシャは支持する構えを見せていた。ところがEU、そしてドイツは地中海連合構想に警戒していた。また欧州委員会も、地域協力を促進させる動きは良いとする一方で、既存の機構の枠組みで設置されるべきだともしていた。これは、欧州委員会としてはバルセロナ・プロセスが成果を挙げているということを示す意向によるもので、サルコジの構想はそのバルセロナ・プロセスを根底から覆すものになるためである。欧州委員会とEU主要機関はサルコジの構想について、より精査する必要があると考えていた。

#### 反対論
ドイツ外相フランク＝ヴァルター・シュタインマイアーは地中海連合構想の動きに対して警戒し、地中海連合はEUやバルセロナ・プロセスと競合しないようにするべきであると強く主張した。2007年12月、ドイツ連邦首相アンゲラ・メルケルは、EUの核を分裂させ、また脅かしかねないとしてサルコジ案を批判した。とくにメルケルは地中海連合にEU加盟国の一部しか含まれず、そのほかの加盟国が除外されているにもかかわらず、EUの資金を投じて地中海連合を創設しようとするのは、EUの危機を招くもので受け入れられないと発言している。2008年にスロベニアがEU議長国となると、同国首相ヤネス・ヤンシャは「機関の重複、EUと競合するような機関、EUの一部と近隣諸国の一部だけのための機関は必要ではない」と批判した。もともと地中海連合には、仏独を軸にしていたEUが東方・北方へ拡大するに従ってドイツ中心が明確化してきた（地理的位置、ドイツ系人口の増大、歴史的にドイツの影響が強い旧東欧諸国の増加など）フランス側の苛立ちがあるとされ、さりとて北アフリカ諸国をEUに加入させることも不可能なため構想されたとの側面もあり、ドイツ、旧東欧の警戒心はこれに由来する。

#### マルタ
サルコジは2007年の大統領選挙運動中にトゥーロンで地中海連合構想の概要をまとめたさい、その参加候補国にフランス、ポルトガル、スペイン、イタリア、ギリシャ、キプロスを挙げたが（ちなみにポルトガルの海岸線は全て大西洋に接しており、地中海とは関係ない）、マルタを含め忘れたことで、マルタ政府の反感を買った。駐仏マルタ大使ヴィッキ＝アン・クレモナはサルコジの失態に対してマルタ政府の遺憾の意を表した文書を送付した。またクレモナは当時国民運動連合の大統領候補だったサルコジに対して、EU・地中海議会会議の当時開催国であったマルタの役割についても言及していた。サルコジはただちにマルタの地中海地域における重要性を認識しているとしたうえで謝罪文を送った。当時内相であったサルコジは欧州対外国境管理協力機関（FRONTEX）の訓練にマルタを招き、マルタの地中海連合への参加のためになりふりかまわず事態を収束させようとした。

### 規模の縮小
ヨーロッパ諸国の批判を受けて、サルコジは自らの地中海連合構想の縮小を余儀なくされた。ドイツの反感で仏独両国の首脳会談が2008年の6月まで、3か月間先延ばしになったが、サルコジはなおも同年7月13日に関連EU加盟国と地中海南岸諸国との首脳会談を開くことにこだわった。このことは地中海に面しないEU加盟国が事後承認するだけとなるとして反感を買うこととなった。

### 地中海東岸諸国
イスラエル大統領シモン・ペレスはサルコジの提案を積極的に見ている一方で、トルコは自らのEU加盟の代替策にされかねないとして地中海連合案を拒絶していた。2008年3月に地中海連合をEU加盟の代わりとしないということが確認されると、トルコは自らの参加を受け入れることに決めた。